# Amantis malayana
Amantis malayana är en bönsyrseart som beskrevs av John Obadiah Westwood 1889. Amantis malayana ingår i släktet Amantis och familjen Mantidae. Inga underarter finns listade i Catalogue of Life.